# 24 Parganas
24 Parganas var tidigare ett distrikt i indiska delstatenen Västbengalen. Det delades upp i distrikten North 24 Parganas och South 24 Parganas 1986.